# Козонов, Сардион Давидович
Сардион Давидович Козонов (Казанов) (1911—1994) — гвардии старший сержант Рабоче-крестьянской Красной Армии, участник Великой Отечественной войны, Герой Советского Союза (1943).

## Биография
Сардион Козонов родился 14 января 1911 года в селе Суканаантубани (ныне — Карельский муниципалитет Грузии). Осетин. Получил неполное среднее образование, после чего работал бригадиром в колхозе. В июне 1941 года Козонов был призван на службу в Рабоче-крестьянскую Красную Армию и направлен на фронт Великой Отечественной войны. К октябрю 1943 года сержант Сардион Козонов командовал отделением 1281-го стрелкового полка (60-й стрелковой дивизии, 18-го стрелкового корпуса, 65-й армии, Центрального фронта). Отличился во время битвы за Днепр.
В ночь с 16 на 17 октября 1943 года отделение Козонова переправилось через Днепр и захватило важную высоту на его западном берегу. 17-18 октября 1943 года во время боёв за деревню Бывальки Лоевского района Гомельской области Белорусской ССР отделение отразило несколько немецких контратак.
Указом Президиума Верховного Совета СССР от 30 октября 1943 года сержант Сардион Козонов был удостоен высокого звания Героя Советского Союза с вручением ордена Ленина и медали «Золотая Звезда».
После окончания войны Козонов в звании старшего сержанта был демобилизован. Вернулся на родину, работал председателем колхоза, затем председателем сельского совета. Умер в 1994 году, похоронен на Аллее Славы Владикавказа.
Был также награждён орденом Отечественной войны 1-й степени и рядом медалей.

## Документы
- Общедоступный электронный банк документов «Подвиг Народа в Великой Отечественной войне 1941—1945 гг.» Дата обращения: 26 января 2017. Архивировано из оригинала 13 марта 2012 года.

Представление к званию Героя Советского Союза.